# Клеменс Шелер
Клеменс Шелер (нім. Clemens Schöler; 30 травня 1915, Зельм — 7 листопада 1992) — німецький офіцер-підводник, капітан-лейтенант крігсмаріне.

## Біографія
3 квітня 1936 року вступив на флот. З грудня 1938 року служив на легкому крейсері «Кенігсберг». З квітня 1940 року — офіцер взводу і командир батареї 504-го дивізіону морської артилерії. З липня 1940 року — ордонанс-офіцер в штабі командувача ВМС на узбережжі Ла-Маншу. В січні 1941 року переданий в розпорядження головнокомандувача підводним флотом. З червня 1941 року — 1-й вахтовий офіцер на плавучій базі підводних човнів «Вільгельм Бауер», з жовтня 1941 року — на підводному човні U-564. В квітні-травні 1942 року пройшов курс командира човна. З 7 травня по 26 серпня 1942 року — командир U-20. У вересні відряджений в 1-й навчальний дивізіон підводних човнів. З 18 листопада 1942 по 15 квітня 1943 року — командир U-24, на якому здійснив 3 походи (разом 82 дні в морі). 31 березня 1943 року пошкодив радянський паливний танкер «Кремль» водотоннажністю 7661 тонна. З 27 травня по 31 жовтня 1943 року — знову командир U-20, на якому здійснив 3 походи (разом 62 дні в морі). З листопада 1943 по лютий 1944 року перебував на лікуванні. В березні-липні 1944 року — 3-й офіцер Адмірал-штабу (підводник) в штабі адмірала Чорного моря, одночасно в травні-липні командував 30-ю флотилією. З жовтня 1944 по лютий 1945 року навчався у військово-морській академії, після чого служив в штабі 26-ї флотилії. В травні 1945 року взятий в полон. 15 вересня 1945 року звільнений.

## Звання
- Кандидат в офіцери (3 квітня 1936)
- Морський кадет (10 вересня 1936)
- Фенріх-цур-зее (1 травня 1937)
- Оберфенріх-цур-зее (1 липня 1938)
- Лейтенант-цур-зее (1 жовтня 1938)
- Оберлейтенант-цур-зее (1 жовтня 1940)
- Капітан-лейтенант (1 серпня 1943)